# 司迪
司迪（1481年—？），字允吉，山西澤州人，軍籍，明朝政治人物。

## 生平
正德二年（1507年）丁卯科山西鄉試第十二名舉人，十二年（1517年）中式丁丑科會試第二百十五名，三甲第一百一十六名進士。工部觀政，授山東萊陽縣知縣，升保定府同知，升工部員外郎，出為陝西按察司僉事，致仕。

## 家族
曾祖司憲，審理正；祖父司齊，審理正；父司文，訓導。母牛氏。永感下。兄司道、司遜，弟司遠、司進（貢士）。